# Carles Giró i Sentís
Carles Giró i Sentís   (Barcelona, 19 d'agost de 1971), conegut també com a Charly Giró, és un ex-pilot de motociclisme català que competí internacionalment entre la temporada de 1991 i la de 1994. Fou dues vegades Campió d'Espanya de velocitat en 125cc (1991 i 1992).
El seu pare, Eduard Giró, és un reconegut enginyer de motors, membre de la família fundadora d'OSSA i autor entre d'altres de la famosa OSSA monocasc que pilotà Santiago Herrero el 1970, així com dels motors de les JJ Cobas durant la dècada de 1990.
Cal no confondre Charly Giró amb el seu homónim Carles Giró -conegut pilot durant la dècada de 1960 que fou també Campió estatal- qui era cosí del seu pare Eduard.

## Resultats al Mundial de motociclisme

### Per temporada[6]
| Any   | Categoria | Moto     | Curses | Victòries | Podi | Pole | Fast lap | Punts | Posició |
| ----- | --------- | -------- | ------ | --------- | ---- | ---- | -------- | ----- | ------- |
| 1991  | 125cc     | JJ Cobas | 2      | 0         | 0    | 0    | 0        | 7     | 30è     |
| 1992  | 125cc     | Aprilia  | 13     | 0         | 2    | 0    | 0        | 39    | 12è     |
| 1993  | 125cc     | Aprilia  | 13     | 0         | 0    | 1    | 0        | 22    | 20è     |
| 1994  | 125cc     | Aprilia  | 12     | 0         | 0    | 0    | 0        | 26    | 19è     |
| Total |           |          | 40     | 0         | 2    | 1    | 0        | 94    |         |